# Breviraja mouldi
Breviraja mouldi (лат.) — вид хрящевых рыб семейства ромбовых скатов отряда скатообразных. Обитают в центрально-западной части Атлантического океана. Встречаются на глубине до 776 м. Их крупные, уплощённые грудные плавники образуют диск в виде ромба со округлым рылом. Максимальная зарегистрированная длина 41 см. Откладывают яйца. Не являются объектом целевого промысла.

## Таксономия
Впервые вид был научно описан в 1995 году. Голотип представляет собой половозрелого самца длиной 37,8 см и диском шириной, пойманного у берегов Гондураса (16°43′ с. ш. 82°44′ з. д.) на глубине 503 м. Вид назван в честь Брайана Моулда из Ноттингемского Университета.

## Ареал
Эти батидемерсальные скаты обитают у берегов Гондураса и Панамы. Встречаются на глубине от 353 до 776 м.

## Описание
Широкие и плоские грудные плавники этих скатов образуют ромбический диск с округлым рылом и закруглёнными краями. На вентральной стороне диска расположены 5 жаберных щелей, ноздри и рот. На длинном хвосте имеются латеральные складки. У этих скатов 2 редуцированных спинных плавника и редуцированный хвостовой плавник. Дорсальная поверхность диска ровного жёлто-коричневого цвета с неясными коричневыми отметинами на дорсальных и хвостовом плавниках. Вентральная поверхность желтовато-коричневая. На второй половине диска вдоль позвоночника пролегают 3 ряда шипов. Максимальная зарегистрированная длина 41 см.

## Биология
Подобно прочим ромбовым эти скаты откладывают яйца, заключённые в жёсткую роговую капсулу с выступами на концах. Эмбрионы питаются исключительно желтком.

## Взаимодействие с человеком
Эти скаты не являются объектом целевого промысла. 